# Pueblo Nuevo (Guanajuato)
Pueblo Nuevo è una città dello stato di Guanajuato, nel Messico centrale, capoluogo dell'omonima municipalità.
La municipalitàconta 11.169 abitanti (2010) e copre un'area di 60,55 km².